# Francis Edmund Hugh Elliot

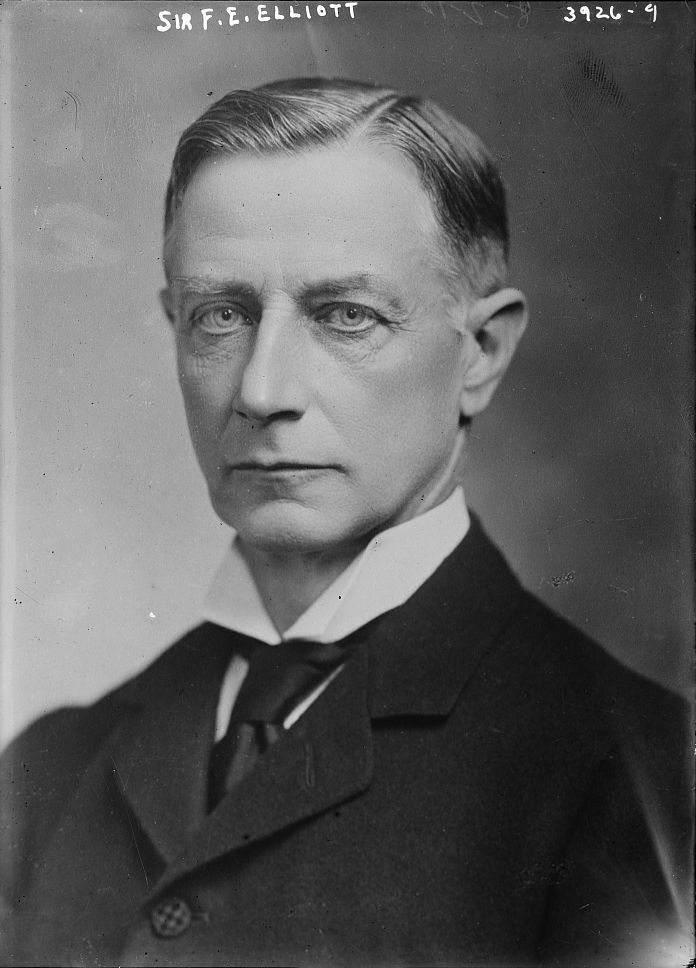
Sir Francis Elliot

Sir Francis Edmund Hugh Elliot GCVO, GCMG (* 24. März 1851; † 14. Juli 1940) war ein britischer Diplomat.

## Leben
Francis Edmund Hugh Elliot war der Sohn von Henry George Elliot, einem jüngeren Sohn des 2. Earl of Minto. Er absolvierte das Balliol College an der Oxford University mit einem Master of Arts. 1904 wurde er als Knight Commander des Order of St. Michael and St. George (KCMG) geadelt. 1905 wurde er zum Knight Grand Cross des Royal Victorian Order (GCVO) und 1917 zum Knight Grand Cross des Order of St. Michael and St. George (GCMG) erhoben. Er heiratete 1881 Henrietta Augusta Mary Ford († 1938).

## Wirken
Elliot trat 1874 in den auswärtigen Dienst ein und wurde Attaché in Konstantinopel. Von 1895 bis 1903 war er Generalkonsul in Sofia und anschließend war er bis 1916 Botschafter in Athen. Elliot wurde von Georg I. (Griechenland) akkreditiert.
1909 kam Eleftherios Venizelos durch den Aufstand von Goudi an die Regierung. Im Ersten Weltkrieg versuchte die Triple Entente auch durch die Diplomatie Elliots Griechenland in den Krieg gegen das Osmanische Reich einzubinden.